# Gelimer

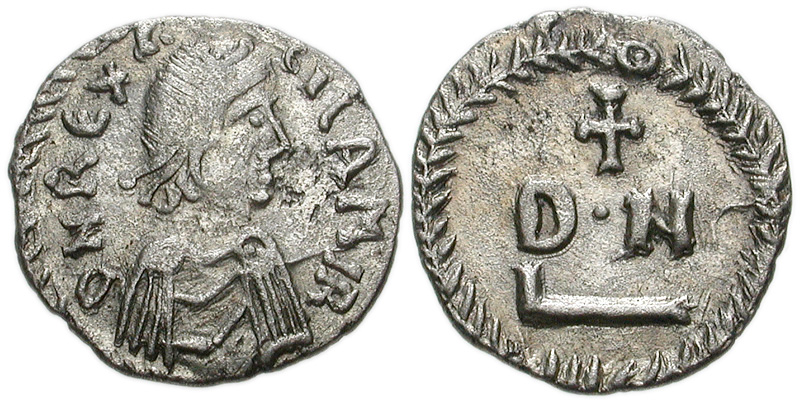
Im Bild: Münze 50 Denari, König Gelimer

Gelimer (Geilamir) war von 530 bis 534 der sechste und letzte König des Regnums der Vandalen in Nordafrika. Er war der Sohn Geilariths, Enkel Gentos sowie Urenkel König Geiserichs.

## Leben

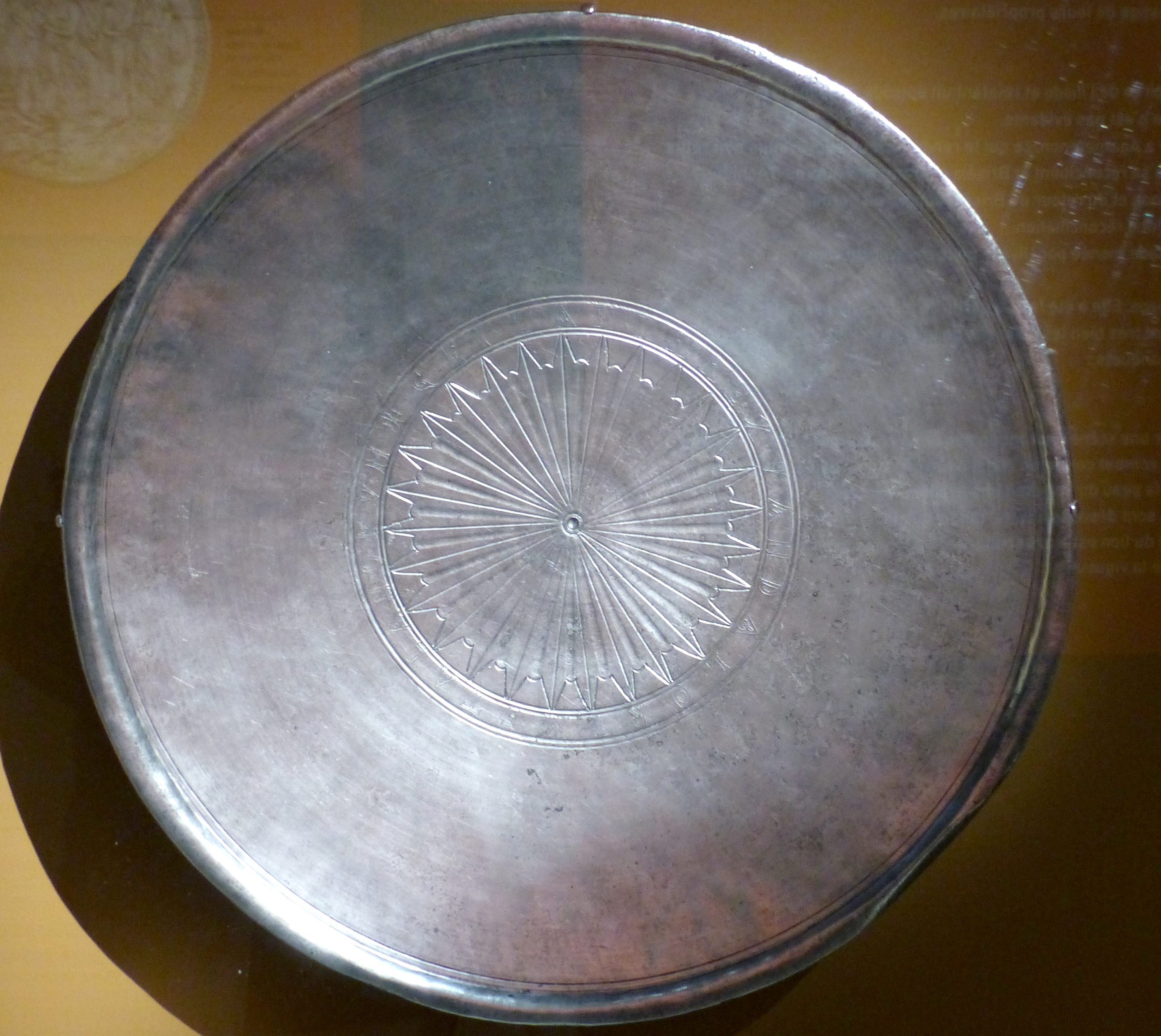
Das Gelimer-Missorium (Bibliothèque nationale de France)

Gelimer gelangte 530 durch Entthronung des Königs Hilderich an die Regierung. Die näheren Umstände des Thronwechsels sind nicht klar, wohl aber, dass er nicht der vandalischen Erbfolge entsprach. Der oströmische Historiker Prokopios von Caesarea berichtet, Gelimer, der ein tüchtiger Krieger, sonst aber herrschsüchtig und hinterlistig gewesen sei, habe die vandalische Oberschicht überzeugen können, ihm die Krone zu übertragen, weil Hilderich zu schwach gewesen und von den Berbern besiegt worden sei. Außerdem wurde Hilderich vorgeworfen, sich mit dem oströmischen Kaiser Justinian I. verbünden zu wollen. Zudem tolerierte er den Katholizismus, während die meisten Vandalen dem Arianismus anhingen. Ein vandalisches Heer, das von den in die Landschaft Byzacena eingefallenen Berbern geschlagen wurde, dürfte nach Karthago zurückgekehrt sein und Hilderich abgesetzt haben. Er wurde mit seinen engsten Verwandten eingekerkert und starb im Gefängnis. Kaiser Justinian konnte den Machtwechsel jedenfalls als Grund für seine Intervention verwenden und damit den Feldzug gegen Afrika rechtfertigen. Dabei dürfte es den Oströmern anfangs nicht um eine (Rück-)Eroberung gegangen sein (dafür spricht auch die geringe Zahl von nur 15.000 eingesetzten Soldaten), sondern um die Installation eines dem Kaiser genehmen Königs.
Belisar schlug Gelimer 533 in der Nähe Karthagos am zehnten Meilenstein (lat. ad Decimum) vor Karthago (→ Schlacht bei Ad Decimum) und zum zweiten Mal in der Schlacht bei Tricamarum. Gelimer zog sich in eine Feste im Atlasgebirge zurück, die die Römer daraufhin belagerten. Er ergab sich schließlich Anfang 534 und wurde im Triumphzug durch Konstantinopel geführt, wo er sich vor dem Kaiser in den Staub werfen musste. Dabei soll er gemurmelt haben: Eitelkeit, Eitelkeit, alles ist Eitelkeit. Er erhielt ein Landgut in Kleinasien, wo er einige Jahre später – durchaus vermögend und mit kaiserlichen Ehrentiteln versehen – verstarb. Der besondere Ehren- und Hoftitel patricius wurde ihm allerdings nicht verliehen, da er sich weigerte, dem arianischen Bekenntnis abzuschwören.
Auf einer in Italien gefundenen Silberschale (heute Cabinet des Médailles, Bibliothèque nationale de France, CIL 8, 17412) ist sein voller Titel: Geilamir rex Vandalorum et Alanorum (in der griechischen Variante auch bei Prokopios, Vandalenkrieg, 1,24,3) bezeugt.

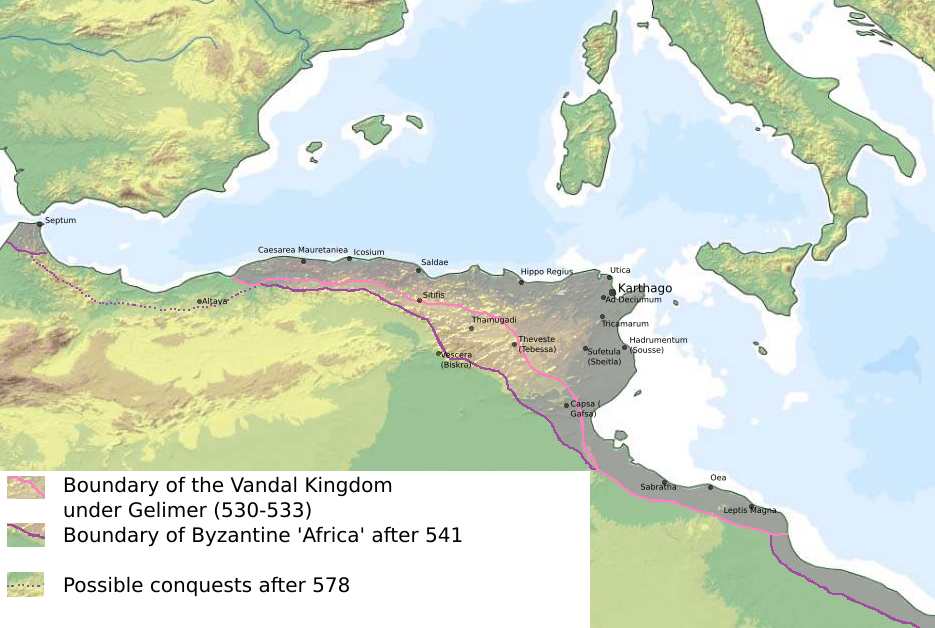
Das oströmische Nordafrika im Vergleich zum Vandalenreich

Das Vandalenreich wurde nach dem überraschend durchschlagenden Sieg der Römer in das Imperium reintegriert. Die Gegend um Karthago blieb danach über 165 Jahre unter oströmischer Herrschaft, bis sie im Rahmen der islamischen Expansion in das Reich der Umayyaden eingegliedert wurde.